# Szalonzene
A szalonzene olyan könnyed pódium-zenekari stílus, amely egyvelegeket, komolyzenei művek átiratait, önálló zenedarabokat szólaltat meg akusztikus hangszereken (szalonzenekar) és énekesek zenei kíséretét látja el. Önálló zenei műfaj, amely a ma divatos crossover zenetörténeti elődjének tekinthető.
A 19. sz. első felében a szalonzene az „egy társaságba való tartozást” reprezentáló, meghívásos zenehallgatási forma volt. Ebben az időben ugyanis csak a főúri kastélyok zeneszalonjaiban rendeztek hangversenyeket a főúri közönségnek.
Ilyen főúri kastélyokban aratott sikereket pl. Liszt Ferenc a bravúr-technikát, kiváló zongorajátékot igénylő parafrázisaival, amikor is a kor népszerű operáinak dallamait saját zenedarabjainak írta át, azaz „parafrazeálta”.
A 19. sz. második felében – a polgárosodás idejében – a szalonzene szórakoztató zenévé alakult, ahol nemcsak a főúri, hanem a nemesi és polgári szalonok zenéje is lett. A fürdőhelyeken pedig a szabadtéri zenepavilonok és az esti kaszinózás elmaradhatatlan és emblematikus zenei hangzásává vált, ahol népszerű operaáriák, ismert zeneművek szalonzenekari átirataival szórakoztatták a közönséget.
A nagyobb fürdőhelyeknek saját szalonzenekarai és zenei vezetői is lettek, akik saját szerzeményeikkel is kedveskedtek a fürdőző vendégeknek. Így a zenei átiratok mellett egyre inkább feltűntek a kifejezetten szalonzenekarra komponált művek is, mint pl: Pazeller Jakab karmester, aki Herkulesfürdő szalonzenekara számára komponálta a Herkulesfürdői emlék c. keringőjét.
A szalonzene nem csak a fürdőhelyeken lett emblematikus zenei hangzás, hanem a városokban, a kávéházakban és kabarékban is divatos zene lett.
A kávéházak tulajdonosai nemcsak gasztronómiai különlegességgel szolgáltak vendégeiknek, hanem esténként igényes zenei műsorral is csalogatták a közönséget.
Az európai nagyvárosok kávéházai olyannyira felkészültek voltak a zenei műsor-kínálatra, hogy saját, zenekari hangszerelést is tartalmazó szalonzenekari kottatárral is rendelkeztek.
Budapesten pl. az Ostende Kávéházban a cigányzenekarok mellett szalonzenekarok és tánczenekarok is adtak műsort. A kávéházi műsorok „sztárja” a kávéház énekese volt, aki a magyarnóták mellett operett-részleteket, nápolyi dalokat, bécsi keringőket, sanzonokat, románcokat is énekelt. (pl. Kalmár Pál, Sztáray Márton, Solti Károly)
Színházi műfajként kabarékban állta meg a helyét, ahol főleg sanzonok kerültek előadásra. Kiváló előadói voltak a műfajnak: pl.  Medgyaszay Vilma, Solti Hermin, Sólyom Janka majd később Géczy Dorottya, Zsolnai Hédi stb.

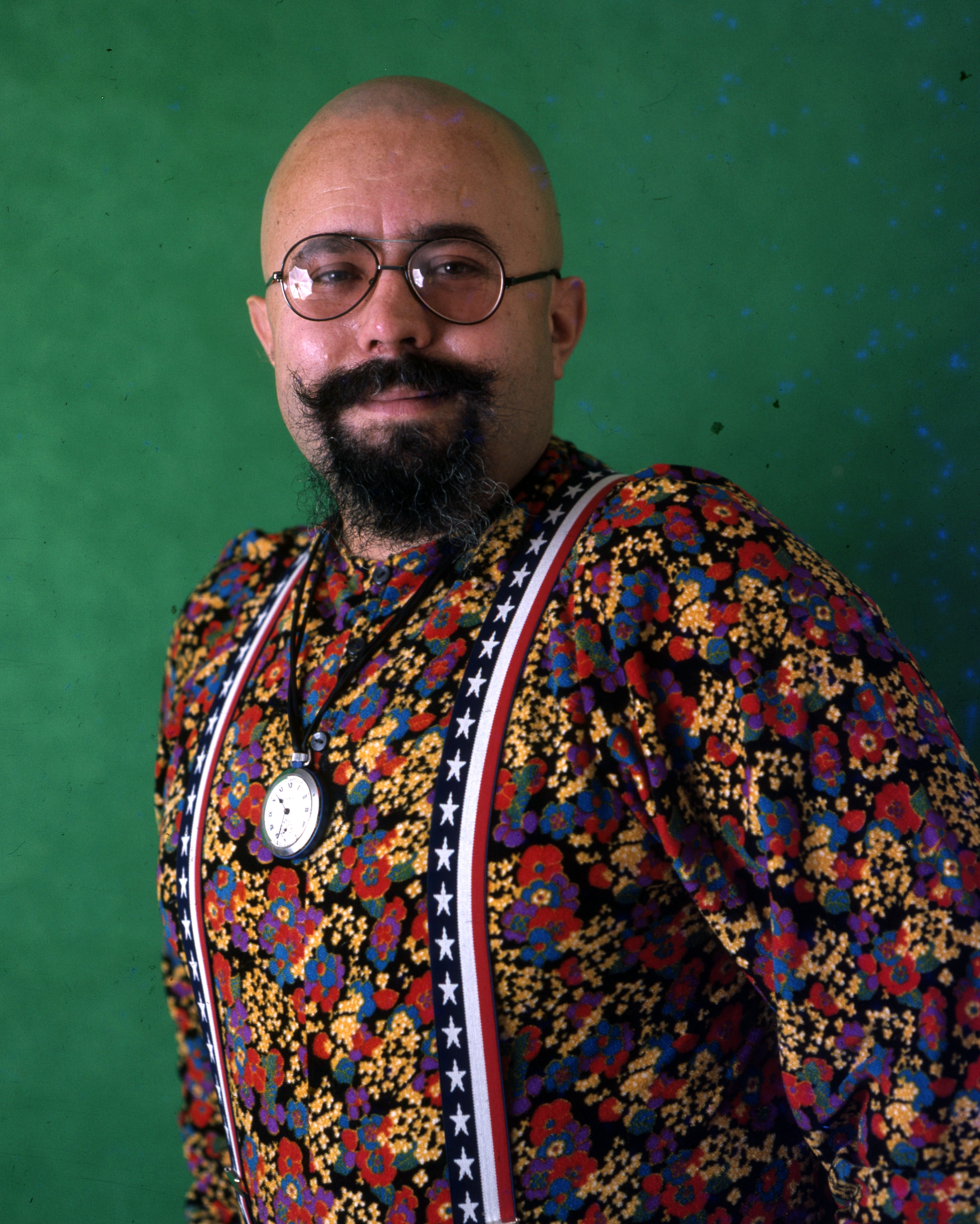
Bergendy István

Ezekhez az énekesekhez szerző-gárda is kialakult, akik biztosították a legújabb slágereket, dalokat, sanzonokat, nótákat. pl.: Zerkovitz Béla, Kondor Ernő, Szirmai Albert, Kálmán Imre, Huszka Jenő, Buday Dénes stb.
A szalonzenekarok összetétele akusztikus hangszerekből állt: a zongora mellett a hegedűk és nagybőgő lettek a főhangszerek. Mivel az énekesek különböző nemzetiségű dalokat is műsorra vettek, ezért elkerülhetetlen lett, hogy pl. a magyar nyelven előadott francia sanzonok kíséretéhez harmonikát, vagy a nápolyi dalokhoz mandolint is szerepeltessenek a szalonzenekarban.
A szalonzenekari stílus az elektromos hangszerek megjelenésével egyre inkább kiszorult a pódiumokról, amelyet elősegített a kávéházak megszűnése is. Mindkét tényező azt eredményezte, hogy eltűnt a zenei palettáról az a zene és az a dal-irodalom, amelyet a szalonzenekarok és a szalonzenekarok által kísért dalok képviseltek.
A szalonzenekari hangzás feltámasztására Pere János dalénekes tett eredményes kísérletet 1990-ben, amikor hosszas ráhatással elérte a Magyar Hanglemezgyárnál, hogy készítsenek hanglemezt az ezekből a dalokból összeállított válogatásból.
Az elkészült lemezfelvétel (Herkulesfürdői emlék) dalanyaga bizonyíték arra, hogy nekünk magyaroknak ugyanazt jelenti a magyar nóta és csárdás, mint a bécsieknek a keringő, az orosznak a románc, a franciáknak a sanzon vagy az olaszoknak a nápolyi dal.
Sikeres magyar együttes volt (sokkal) később a Bergendy Szalonzenekar is.
A Fantázia Szalonzenekart Esze Jenő a Hungaroton felkérésére alakította meg kizárólag akusztikus hangszerekkel. Három hanglemezt készítettek (Herkulesfürdői emlék, Egy régi-régi dal mesél, Fehér orchideák) Pere János klasszikus szalonzenei és tánc-szalonzenei dalainak kíséretére.